# 林登赫斯特 (伊利諾伊州)
林登赫斯特（英語：Lindenhurst）是位於美國伊利諾伊州萊克縣的一個村落。

## 地理
林登赫斯特的座標為42°24′37″N 88°01′37″W / 42.41028°N 88.02694°W，而該地最高點為海拔高度243米（即797英尺）。

## 人口
根據2010年美國人口普查的數據，林登赫斯特的面積為12.66平方千米，當中陸地面積為11.82平方千米，而水域面積為0.84平方千米。當地共有人口14462人，而人口密度為每平方千米1,142人。